# No Sports (Band)
No Sports ist eine Ska-Band aus dem Raum Stuttgart.

## Geschichte
Die Band wurde im September 1985 von D. Mark Dollar, Gerald Machner, Wenne und Flupp (Markus Mayer), vier Mitglieder der Punk-Band Abenteuer unter Wasser, gegründet. Schon im Dezember verließ Wenne die Band. Neu dazu kamen T´Schelle als Schlagzeuger, und Turbo, Ev und Klaus (Trompete und Saxophon).
Bis 2002 durchliefen insgesamt 27 Musiker die Band, deren Musikrichtung anfangs nur klassischen Ska, später auch Elemente aus Hip-Hop, Rap, Raggamuffin und Reggae beinhaltete. Ihre größten Erfolge hatte die Band mit den Songs „King Kong“, „Stay Rude, Stay Rebel“ und „Girlie, Girlie“, an die sich jeweils eine Deutschlandtournee bzw. eine ausgedehnte Europatournee mit Auftritten in Italien, Frankreich, der Schweiz, Deutschland, Belgien, den Niederlanden und Dänemark anschloss. Auf internationalen Festivals trat die Band zusammen mit Laurel Aitken auf.

### Nu Sports
Seit Anfang 2005 trat die Band als Nu Sports wieder auf. Im Juli 2008 ging Nu Sports auf Tournee nach Japan.
Nu Sports engagierte sich im Widerstand gegen das Bahn- und Städtebauprojekt Stuttgart 21. Im Rahmen der Demonstrationen gab es 2010 mehrere Auftritte.
Als Vorband ihrer erklärten Idole Madness verabschiedeten sich die Musiker am 5. Juli 2012 mit einem letzten Konzert anlässlich der Jazzopen auf dem Stuttgarter Schlossplatz von ihren Fans.

### Neugründung
Bereits am 3. August 2013 trat die Band dann wieder als No Sports auf dem 34. Umsonst & Draußen in Stuttgart-Vaihingen in neuer Besetzung auf.

## Musikgeschichtliche Bedeutung
Ende der 1980er und Beginn der 1990er Jahre gehörte No Sports mit Skaos aus dem bayrischen Krumbach, The Busters aus Wiesloch, The Braces aus Jülich, El Bosso & die Ping-Pongs aus Münster und Blechreiz aus Berlin zu den ersten Wegbereitern der Deutschen Ska-Szene, miteinander absolvierten sie zahlreiche Konzerte.

## Diskografie
- 1989: King Ska
- 1991: SUCCE$$FOOLS
- 1994: No Rules
- 1996: Essential Pieces In Timeless Styles
- 1998: Riddim Roots An’ Culture

- Außerdem Veröffentlichungen auf diversen Samplern der Reihe „Ska, Ska Skandal“ des Labels „Pork Pie“ (Berlin) und des Labels „Unicorn Records“ (London) sowie zahlreiche Singleauskopplungen aus den jeweils aktuellen Alben. U. a. „Girlie, Girlie“, „Coconut Girl“, „Turn it on“ und weitere …

Veröffentlichungen als NU SPORTS
- 2008: Beitrag auf dem Benefiz-Sampler „Ska 21“
- 2009: Life Kills

Veröffentlichungen als NO SPORTS (ab 2013)
- 2015: Back to Basics
- 2021: TWANG!